# Battaglia di Ascalona
La battaglia di Ascalona ebbe luogo il 12 agosto 1099, ed è considerata l'ultimo atto della Prima Crociata.

## Scenario
I crociati avevano negoziato con i Fatimidi d'Egitto durante la loro marcia verso Gerusalemme, ma non avevano raggiunto nessun compromesso soddisfacente perché i Fatimidi erano disposti a cedere il controllo della Siria ma non della Palestina e ciò era inaccettabile per i crociati, il cui obiettivo era la Basilica del Santo Sepolcro in Gerusalemme.
Gerusalemme era stata catturata ai Fatimidi il 15 luglio 1099, dopo un lungo assedio, ed immediatamente i crociati avevano saputo che un esercito fatimide era in arrivo per assediarli.
I crociati agirono rapidamente: il 22 luglio Goffredo di Buglione fu nominato "Advocatus Sancti Sepulchri" (Protettore del Santo Sepolcro), mentre Arnolfo di Chocques, che era stato nominato Patriarca di Gerusalemme il 1º agosto, il 5 dello stesso mese trovò una reliquia della Vera Croce.
Gli ambasciatori fatimidi arrivarono per ordinare ai crociati di lasciare Gerusalemme, ma furono ignorati.
Il 10 agosto Goffredo guidò i restanti crociati fuori da Gerusalemme e verso Ascalona (in arabo عسقلان‎?, ʿAsqalān), distante un giorno di marcia, mentre Pietro l'eremita guidò una processione di religiosi in preghiera, sia cattolici che Greci ortodossi, dal Santo Sepolcro fino al Tempio.
Roberto II di Fiandra ed Arnolfo accompagnarono Goffredo, ma Raimondo IV di Tolosa e Roberto di Normandia restarono indietro, a causa di una disputa con Goffredo o perché preferirono acquisire notizie sull'esercito Egiziano dai propri esploratori.
Quando la presenza egiziana fu confermata, il giorno successivo, anch'essi portarono le loro forze fuori dalle mura.
Vicino a Ramla incontrarono Tancredi ed il fratello di Goffredo Eustachio, che aveva lasciato la cattura di Nablus all'inizio del mese.
Alla testa dell'esercito, Arnolfo portava la reliquia della Croce e Raimondo di Aguilers la Lancia Sacra che era stata trovata ad Antiochia l'anno precedente.

## La battaglia

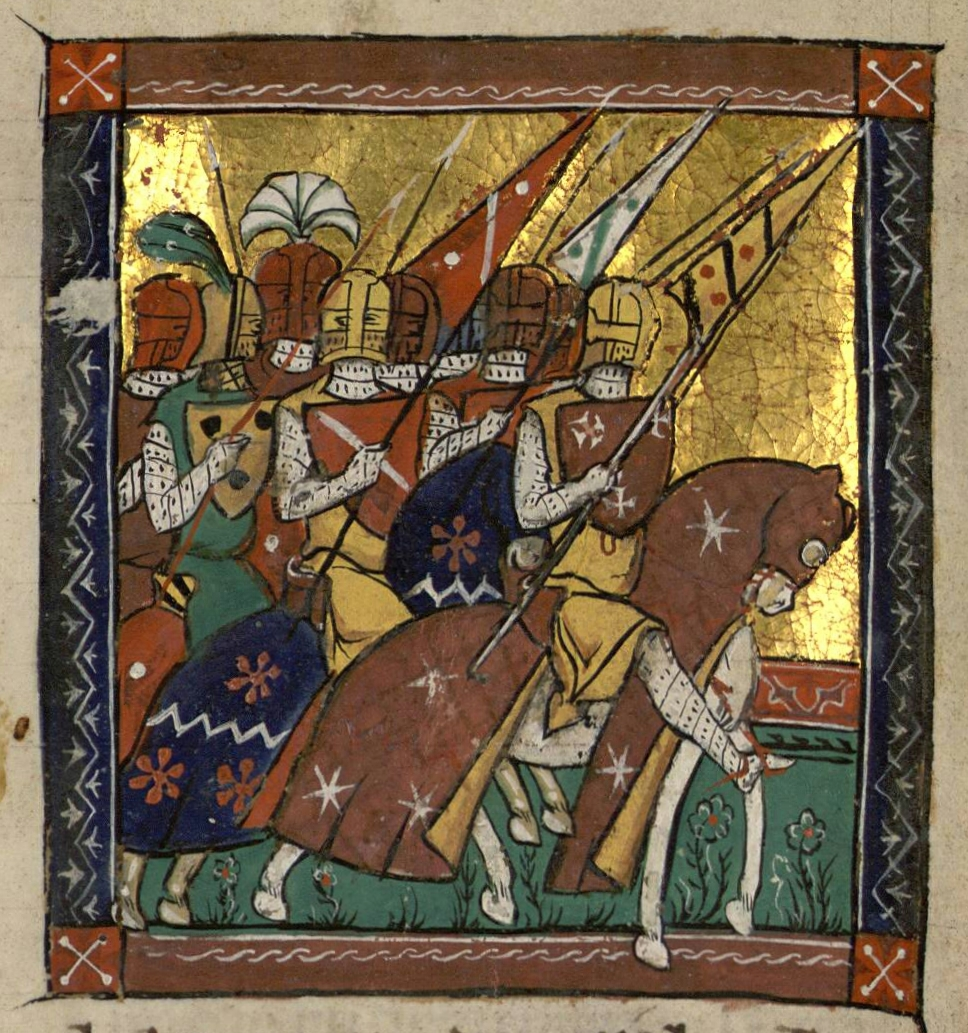
Goffredo di Buglione alla guida del suo esercito.

I Fatimidi erano guidati dal vizir al-Afdal Shahanshah, che probabilmente comandava circa 50 000 armati (altre stime variano dai 20–30 000 fino all'esagerato 200 000 delle Gesta Francorum).
Il suo esercito comprendeva Turchi, Arabi, Persiani, Armeni, Curdi ed Etiopi. Egli intendeva assediare i crociati in Gerusalemme, sebbene non avesse portato con sé macchine da assedio. Inoltre disponeva anche di una flotta, che si stava radunando nel porto di Ascalona.
Non si conosce il numero esatto dei crociati, secondo Raimondo di Aguilers erano 1 200 cavalieri tra cui quelli del neonato Ordine Equestre del Santo Sepolcro di Gerusalemme e 9 000 fanti. La stima più elevata è di 20 000 uomini, ma ciò era praticamente impossibile in quella fase della crociata.
Al-Afdal Shahanshah si accampò nella piana di al-Majdal, vicino ad Ascalona, preparandosi a continuare alla volta di Gerusalemme per assediarvi i crociati, apparentemente inconsapevole del fatto che questi erano già usciti per intercettarlo.
L'11 agosto i crociati trovarono a pascolare fuori della città bovini, pecore, dromedari e capre radunati per rifornire l'accampamento fatimide. Secondo alcuni prigionieri catturati da Tancredi in una scaramuccia vicino a Ramla, gli animali erano lì invece per indurre i crociati a disperdersi per catturarli, rendendo così più facile l'attacco dei Fatimidi.
Comunque, al-Afdal Shahanshah non sapeva ancora che i nemici erano in zona e a quanto pare fu preso di sorpresa.
In ogni caso, la mattina dopo gli animali si mossero con i crociati, facendo apparire il loro esercito più grande di quanto non fosse in realtà.
La mattina del 12 esploratori crociati individuarono il campo fatimide e l'esercito si diresse verso di esso. Durante la marcia i crociati furono organizzati in nove contingenti: Goffredo guidò l'ala sinistra, Raimondo la destra, e Tancredi, Eustachio, Roberto di Normandia e Gastone IV di Béarn il centro; essi erano ulteriormente divisi in due parti più piccole, ed un distaccamento di soldati a piedi marciava alla testa di ognuna.

Questo schieramento fu adottato come linea di battaglia all'esterno di Ascalona, con il centro dell'esercito tra Gerusalemme e la Porta di Giaffa, l'ala destra allineata con la costa del mediterraneo, e la sinistra di fronte alla Porta di Giaffa.
Secondo la maggior parte delle fonti (sia crociate sia musulmane), i Fatimidi furono colti impreparati e la battaglia fu breve, ma Alberto di Aquisgrana riferisce che lo scontro si protrasse per qualche tempo contro un esercito egiziano piuttosto ben preparato.

I due principali schieramenti si bersagliarono l'un l'altro di frecce fino a quando furono abbastanza vicini per combattere corpo a corpo con le lance.
Gli Etiopi attaccarono il centro della linea dei crociati, e l'avanguardia fatimide riuscì ad aggirare i crociati ed accerchiare la retroguardia, fino a quando Goffredo arrivò a salvarli.
Nonostante la superiorità numerica l'esercito di al-Afdal Shahanshah era forte o pericoloso almeno quanto gli eserciti selgiuchidi che i crociati avevano incontrato in precedenza.

Sembra che la battaglia sia finita prima che la cavalleria pesante fatimide riuscisse a intervenire nel combattimento.
Al-Afdal Shahanshah e le sue terrorizzate truppe fuggirono indietro, verso la salvezza delle potenti fortificazioni della città; Raimondo inseguì alcuni di loro fin dentro il mare, altri si arrampicarono sugli alberi e furono uccisi con le frecce, mentre altri furono travolti nella ritirata dentro le porte di Ascalona.
Al-Afdal Shahanshah lasciò il suo accampamento ed i suoi tesori che furono presi da Roberto e Tancredi, inclusi lo Stendardo e la tenda personale del vizir fatimide. Il resto fu bruciato.
Non si conoscono le perdite dei crociati mentre i caduti egiziani furono circa 10–12 000.

## Conseguenze
Ascalona rappresenta la vittoria decisiva dei crociati. Se il vittorioso assedio di Gerusalemme, permise ai crociati di impossessarsi della Città Santa, soltanto grazie alla vittoria di Ascalona la Prima Crociata poté dirsi conclusa. Se i Crociati avessero perso, la spedizione si sarebbe rivelata un fallimento, e i superstiti del numeroso esercito partito dall'Europa, si sarebbe disperso verso la strada del ritorno. Grazie a questa vittoria invece Goffredo di Buglione venne nominato custode del Santo Sepolcro e di lì a poco, venne costituito il Regno di Gerusalemme, che sarebbe esistito per i successivi 88 anni. 
I crociati passarono la notte nel campo abbandonato, preparando un altro attacco, ma il mattino appresero che i Fatimidi si stavano ritirando in Egitto, al-Afdal Shahanshah fuggì per nave.

Tornarono a Gerusalemme il 13 agosto, e dopo molte celebrazioni, sia Goffredo che Raimondo reclamarono Ascalona.

Quando la guarnigione musulmana seppe della disputa crociata rifiutò di arrendersi.
Dopo la battaglia, quasi tutti i restanti crociati tornarono alle loro case in Europa, essendo stato compiuto il loro voto di pellegrinaggio. Forse poche centinaia di cavalieri erano rimasti in Gerusalemme alla fine dell'anno, ma essi furono gradualmente rinforzati da nuovi crociati, ispirati dal successo della crociata originale.
Ascalona rimase sotto il controllo dei Fatimidi, e la sua guarnigione fu presto rinforzata. Da allora, essa divenne la base operativa per le invasioni del Regno di Gerusalemme, e numerose battaglie vi furono combattute negli anni seguenti, fino a quando fu conquistata dai crociati nel 1153.

### Fonti primarie
- Alberto di Aquisgrana, Historia Hierosolymitana
- Fulcherio di Chartres, Historia Hierosolymitana
- anonimo, Gesta Francorum
- Raimondo di Aguilers, Historia francorum qui ceperunt Jerusalem